# 徒手搬送法

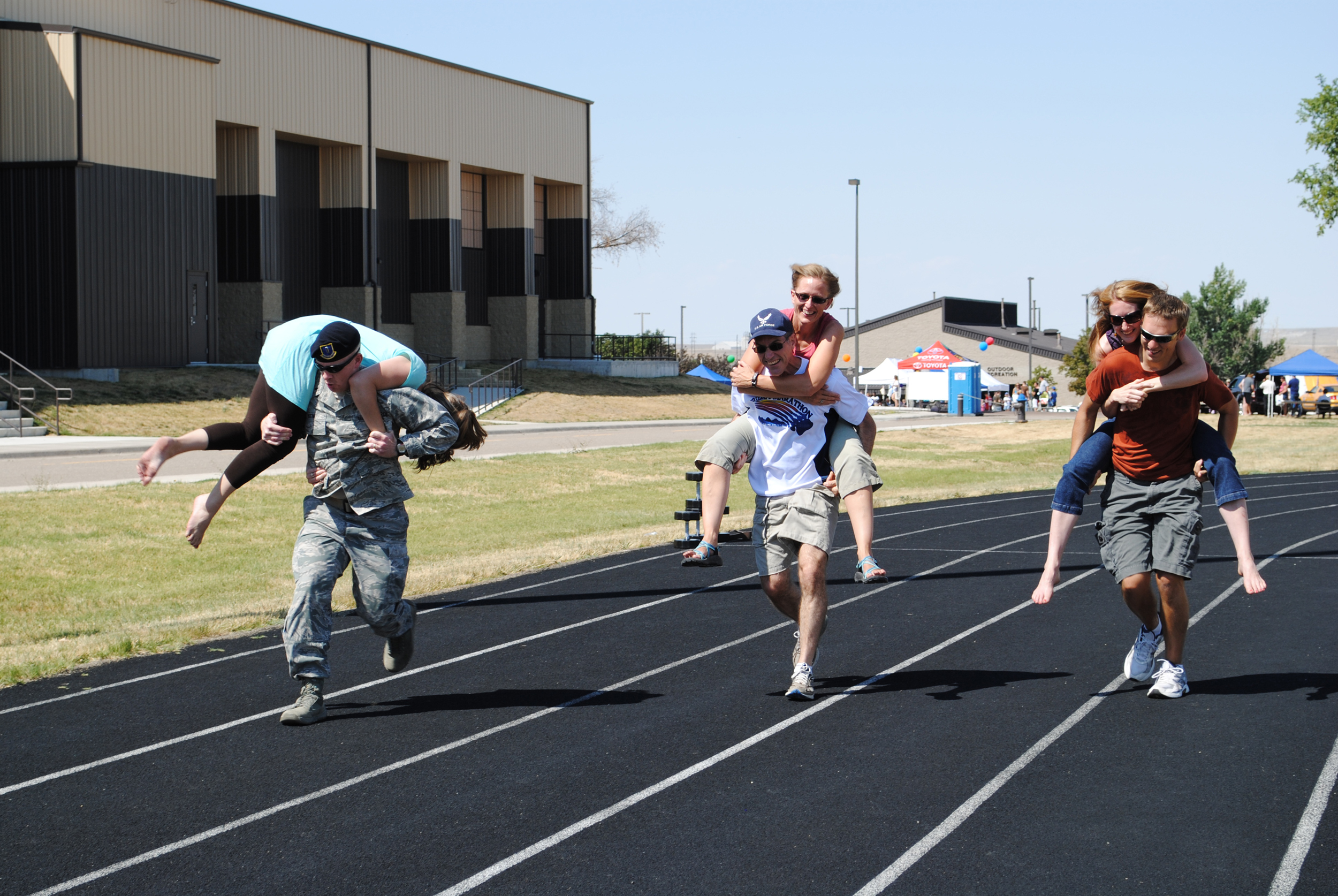
奥様運び競争の様子。左側がファイアマンズキャリー（消防士搬送）。

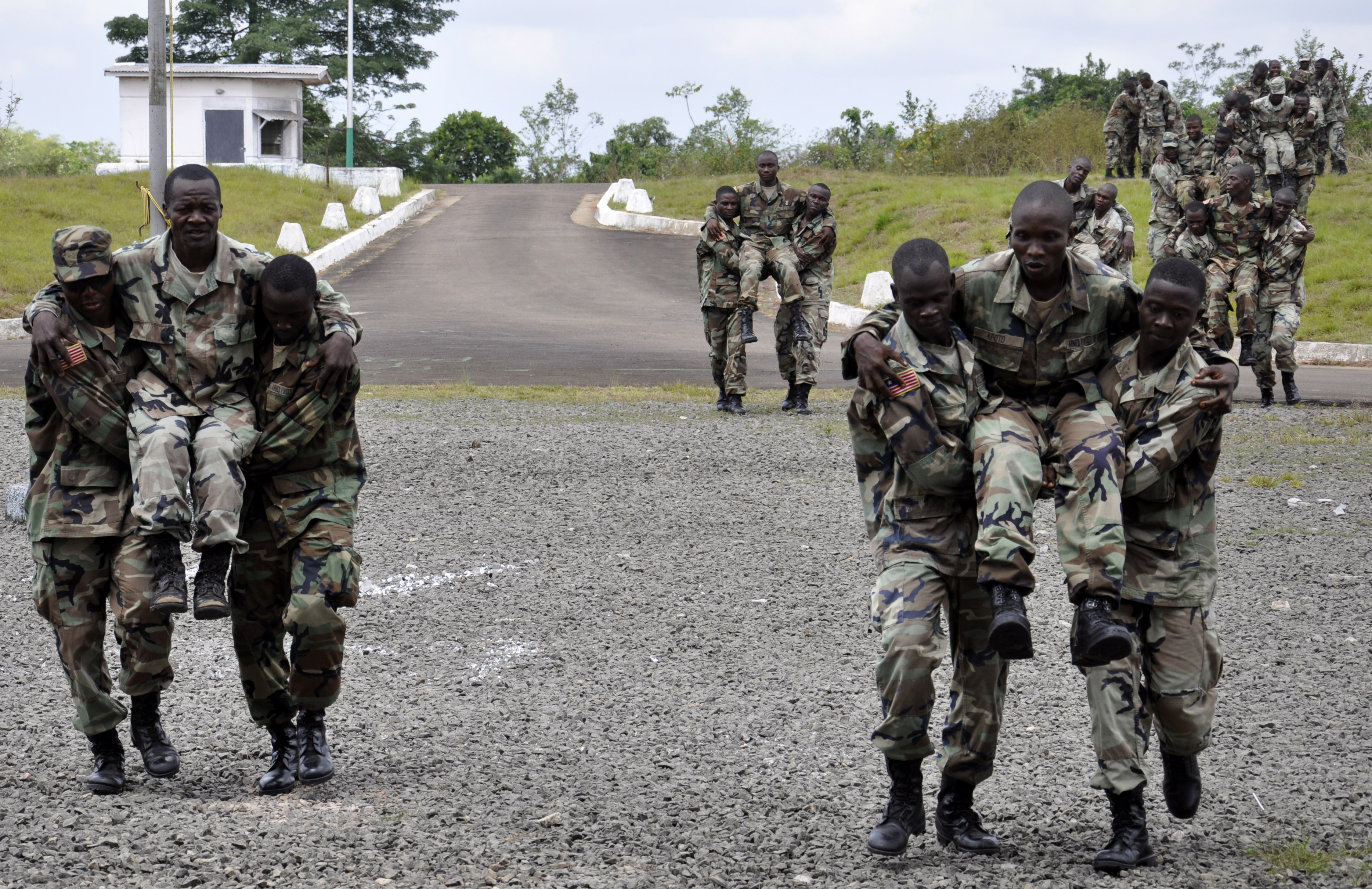
二人で運ぶ様子（チェアキャリー）。

徒手搬送法（としゅはんそうほう）とは、担架などの搬送用の器材を用いず移動できなくなった負傷者を搬送する方法である。

## 概要
担架やストレッチャーなどが即座に利用できない野外・戦場・火災現場などで、意識喪失・移動不能な傷病者を緊急で移送することが求められる。しかし、これらの方法は、負傷者のみならず運搬をする作業者にも負担が大きい。アメリカ疾病予防管理センターの調査によると、緊急医療作業者は腰などの骨格への怪我が多いことがわかった。これを受けて、2017年にアメリカ合衆国国立労働安全衛生研究所と共同で作業者と患者の負担が少ない移動手法についての教育を促進する活動を発表した。

## 状況と方法

### １人
一人だけで運ぶ方法として、いくつかの方法が日本赤十字社やアメリカ赤十字社で情報提供されている。
1. 服の肩の部分を掴む、もしくはシートに包んで肩の所を掴んで、引きずる。
2. わきの部分に手を通して、抱きかかえるか、患者に手を組んでもらってから、その腕を掴んで引きずる
3. 脚の踵を掴んで引きずる
4. 背負う
5. 横抱きかかえる
6. ファイアマンズキャリー（消防士搬送） - 軍隊などで利用される、片手が自由に使える搬送方法
7. 負傷者が作業者の首に手を回して、作業者はハイハイをするように運ぶ。

### ２人
1. 移送者の両脇に立ち、作業者の手の片側を膝裏に通すように、もう片側の手を背中に回すように作業者同士の手を組み合わせて、移送者が椅子に座った時のようにして運ぶ
2. Extremity lift：一人目が移送者の背後に回り脇に手を通して移送者が組んでくれた前腕部を掴み、二人目は足を持って運ぶ方法